# Soulosse-sous-Saint-Élophe
Soulosse-sous-Saint-Élophe é uma comuna francesa na região administrativa do Grande Leste, no departamento de Vosges. Estende-se por uma área de 19.32 km². Em 2010 a comuna tinha 662 habitantes (densidade: 34,3 hab./km²).